# دابلین، استرالیای جنوبی
دابلین (به انگلیسی: Dublin) یک شهرک در استرالیا است که در استرالیای جنوبی واقع شده‌است.